# Saint-Gildas-des-Bois
Saint-Gildas-des-Bois est une commune de l'Ouest de la France, située dans le département de la Loire-Atlantique, en région Pays de la Loire.

## Géographie

Situation de la commune de Saint-Gildas-des-Bois dans le département de la Loire-Atlantique.

Saint-Gildas-des-Bois est située à 17 km au sud de Redon.

### Climat
Pour des articles plus généraux, voir Climat des Pays de la Loire et Climat de la Loire-Atlantique.
|             | Sévérac               |                        |
| Missillac   | Saint-Gildas-des-Bois | Guenrouet              |
| Pontchâteau | Drefféac              | Sainte-Anne-sur-Brivet |

En 2010, le climat de la commune est de type climat océanique franc, selon une étude du CNRS s'appuyant sur une série de données couvrant la période 1971-2000. En 2020, Météo-France publie une typologie des climats de la France métropolitaine dans laquelle la commune est exposée à un climat océanique et est dans la région climatique  Bretagne orientale et méridionale, Pays nantais, Vendée, caractérisée par une faible pluviométrie en été et une bonne insolation. 
Pour la période 1971-2000, la température annuelle moyenne est de 12 °C, avec une amplitude thermique annuelle de 13,1 °C. Le cumul annuel moyen de précipitations est de 812 mm, avec 12,2 jours de précipitations en janvier et 6 jours en juillet. Pour la période 1991-2020, la température moyenne annuelle observée sur la station météorologique de Météo-France la plus proche, sur la commune de Blain à 21 km à vol d'oiseau, est de 12,1 °C et le cumul annuel moyen de précipitations est de 837,6 mm,. Pour l'avenir, les paramètres climatiques de la commune estimés pour 2050 selon différents scénarios d'émission de gaz à effet de serre sont consultables sur un site dédié publié par Météo-France en novembre 2022.

## Urbanisme

### Typologie
Au 1er janvier 2024, Saint-Gildas-des-Bois est catégorisée bourg rural, selon la nouvelle grille communale de densité à sept niveaux définie par l'Insee en 2022.
Elle appartient à l'unité urbaine de Saint-Gildas-des-Bois, une unité urbaine monocommunale constituant une ville isolée,. La commune est en outre hors attraction des villes,.

### Occupation des sols
L'occupation des sols de la commune, telle qu'elle ressort de la base de données européenne d’occupation biophysique des sols Corine Land Cover (CLC), est marquée par l'importance des territoires agricoles (79,5 % en 2018), en diminution par rapport à 1990 (81,7 %). La répartition détaillée en 2018 est la suivante : 
terres arables (37,4 %), zones agricoles hétérogènes (28,7 %), prairies (13,4 %), zones urbanisées (11,8 %), forêts (8 %), eaux continentales (0,7 %). L'évolution de l’occupation des sols de la commune et de ses infrastructures peut être observée sur les différentes représentations cartographiques du territoire : la carte de Cassini (XVIIIe siècle), la carte d'état-major (1820-1866) et les cartes ou photos aériennes de l'IGN pour la période actuelle (1950 à aujourd'hui).

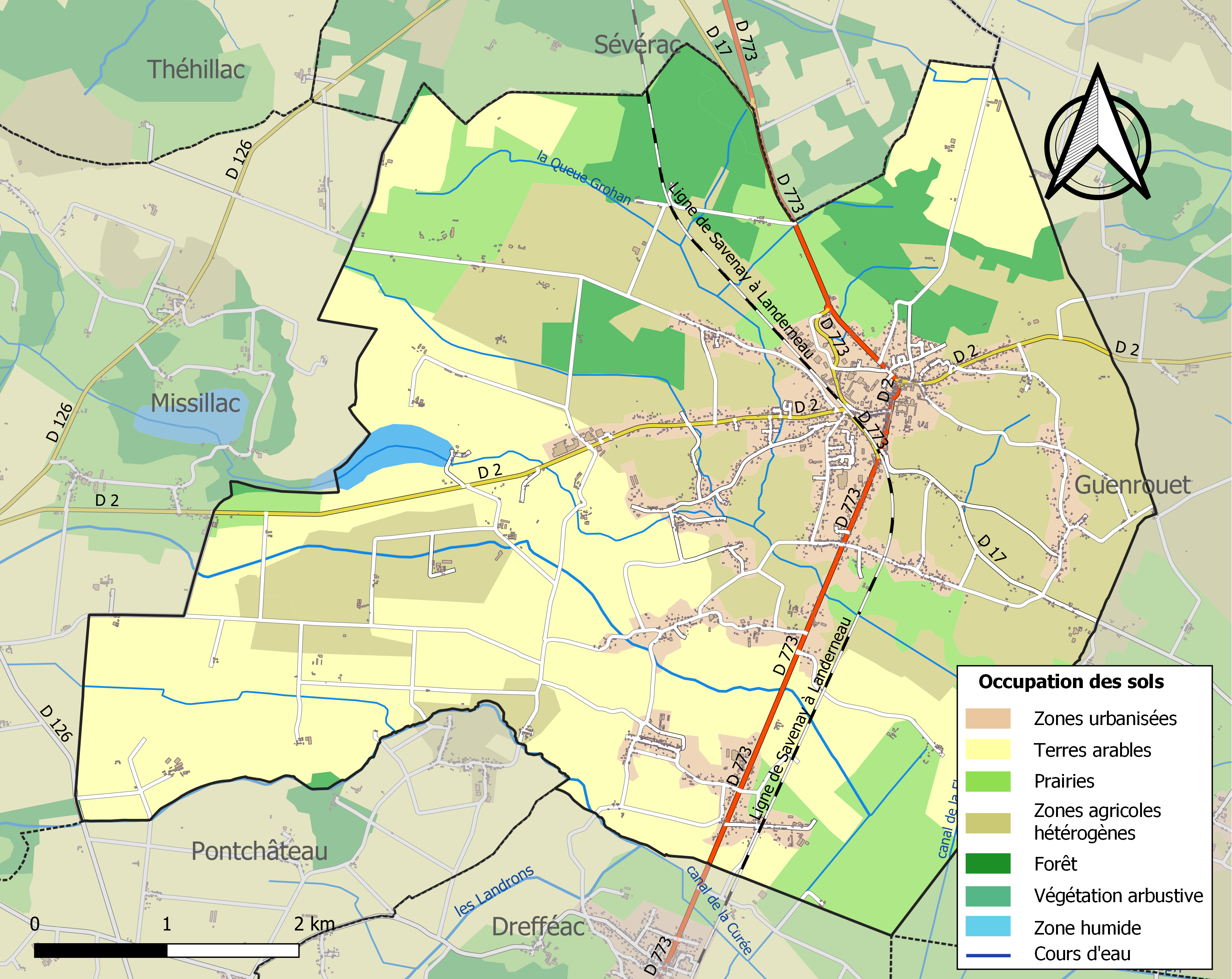
Carte des infrastructures et de l'occupation des sols de la commune en 2018 (CLC).

## Toponymie
Le nom du village est, à l'origine, Lampridic, mais le bourg naissant de Saint-Gildas supplante le village lorsque le seigneur Simon Ier de La Roche, seigneur de La Roche-Bernard, y implante une abbaye bénédictine « en l'honneur de Dieu tout-puissant et du bienheureux abbé Gildas », en 1026.
Le nom de la localité est attesté sous les formes Lampridic en 1026, Sancti Guilde de Nemore en 1126, Sancti Gildasii de Bosco en 1371, Saint Guedas du Boais en 1398, Sancti Gildasii de Nemore en 1453, Saint Guidas en 1630.
Le nom actuel de la commune vient de la forêt de pins qui a été plantée sous le règne de Louis-Philippe.

Le nom de la commune en gallo est Saint-Jildâs ou Saint-Idâs. Plusieurs prononciations ont été collectées localement : [sɛ̃ːidɑ] [sɛ̃ddɑ] [sɛ̃idɑ] [sɛ̃ʒildɑ̈] [sɛ̃ʒildɑ]. La forme écrite Saint-Guédâs est également attestée dans le journal La Presqu'île Guérandaise du 27 février 1927.
La forme actuelle du nom en breton est Gweltaz-Lambrizig.

## Histoire
Il semble qu'autrefois elle se soit appelée Saint-Gildas-des-Marais. L'abbaye était alors occupée par des moines. Il y est fait allusion page 3 du chapitre II du roman « L’Énigme des Blancs-Manteaux », quand Nicolas Le Floch y fait une étape en janvier 1761 lors d'une chevauchée d'Angers à Guérande.
Comme ses voisines de l'arrière pays nazairien, Saint-Gildas-des-Bois s'est trouvée prise à la fin de la Seconde Guerre mondiale dans la poche de Saint-Nazaire, ce qui lui valut une prolongation de l'Occupation allemande de 9 mois de plus que le reste de la région (d'août 1944 au 11 mai 1945).

## Politique et administration
| Période                                  | Période   | Identité              | Étiquette | Qualité |
| ---------------------------------------- | --------- | --------------------- | --------- | --- |
| 1792                                     | 1795      | Hervé Texier          |           | assassiné par les Chouans le 14 juillet 1795 (26 messidor An 3) |
| 1837                                     | 1843      | Jacques Renaud        |           | Cultivateur |
| Les données manquantes sont à compléter. |           |                       |           | |
| 1932                                     | 1941      | Pierre Chaussé        | DVD       | Industriel |
| Les données manquantes sont à compléter. |           |                       |           | |
| mai 1945                                 | juin 1967 | Pierre Chaussé,       | DVD       | Industriel Conseiller général de Saint-Gildas-des-Bois (1945-1967) Décédé en fonction |
| août 1967                                | mars 1983 | Claude Thomas,        |           | Industriel |
| mars 1983                                | mars 2001 | André Trillard        | RPR       | Vétérinaire Conseiller général de Saint-Gildas-des-Bois (1994-2014) Vice-président du conseil général (1998-2001) |
| mars 2001                                | mars 2008 | Patricia Bertin       | DVD       | Employée de banque |
| mars 2008                                | mai 2020  | André Trillard        | UMP-LR    | Vétérinaire Sénateur de la Loire-Atlantique (2001-2017) Conseiller général de Saint-Gildas-des-Bois (1994-2014) Ancien président du conseil général (2001-2004) Ancien président de la communauté de communes (2006-2008) |
| mai 2020                                 | En cours  | Jean-François Legrand | DVC       | Gestionnaire du parc véhicules SDIS 44, ancien 1er adjoint 2e vice-président de la CC du pays de Pont-Château - Saint-Gildas-des-Bois (depuis 2020)                                                                       |

## Population et société

### Démographie
Selon le classement établi par l'Insee, Saint-Gildas-des-Bois est une ville isolée multipolarisée. Elle est le centre d'un bassin de vie. Elle fait partie de la zone d'emploi de Saint-Nazaire. Toujours selon l'Insee, en 2010, la répartition de la population sur le territoire de la commune était considérée comme « peu dense » : 93 % des habitants résidaient dans des zones « peu denses »  et 7 % dans des zones « très peu denses ».

#### Évolution démographique
L'évolution du nombre d'habitants est connue à travers les recensements de la population effectués dans la commune depuis 1793. Pour les communes de moins de 10 000 habitants, une enquête de recensement portant sur toute la population est réalisée tous les cinq ans, les populations de référence des années intermédiaires étant quant à elles estimées par interpolation ou extrapolation. Pour la commune, le premier recensement exhaustif entrant dans le cadre du nouveau dispositif a été réalisé en 2004.

En 2022, la commune comptait 3 790 habitants, en évolution de +0,37 % par rapport à 2016 (Loire-Atlantique : +6,68 %, France hors Mayotte : +2,11 %).
| 1793  | 1800 | 1806  | 1821  | 1831  | 1836  | 1841  | 1846  | 1851  |
| ----- | ---- | ----- | ----- | ----- | ----- | ----- | ----- | ----- |
| 1 258 | 859  | 1 239 | 1 233 | 1 386 | 1 474 | 1 604 | 1 572 | 1 714 |

| 1856  | 1861  | 1866  | 1872  | 1876  | 1881  | 1886  | 1891  | 1896  |
| ----- | ----- | ----- | ----- | ----- | ----- | ----- | ----- | ----- |
| 1 660 | 1 888 | 2 132 | 2 311 | 2 461 | 2 502 | 2 583 | 2 596 | 2 677 |

| 1901  | 1906  | 1911  | 1921  | 1926  | 1931  | 1936  | 1946  | 1954  |
| ----- | ----- | ----- | ----- | ----- | ----- | ----- | ----- | ----- |
| 2 731 | 2 567 | 2 546 | 2 339 | 2 243 | 2 104 | 2 112 | 2 385 | 2 551 |

| 1962  | 1968  | 1975  | 1982  | 1990  | 1999  | 2004  | 2006  | 2009  |
| ----- | ----- | ----- | ----- | ----- | ----- | ----- | ----- | ----- |
| 2 659 | 2 510 | 2 521 | 2 997 | 3 126 | 3 062 | 3 204 | 3 273 | 3 429 |

| 2014  | 2019  | 2022  | - | - | - | - | - | - |
| ----- | ----- | ----- | - | - | - | - | - | - |
| 3 701 | 3 769 | 3 790 | - | - | - | - | - | - |

#### Pyramide des âges
La population de la commune est relativement jeune.
En 2018, le taux de personnes d'un âge inférieur à 30 ans s'élève à 34,4 %, soit en dessous de la moyenne départementale (37,3 %). À l'inverse, le taux de personnes d'âge supérieur à 60 ans est de 29,4 % la même année, alors qu'il est de 23,8 % au niveau départemental.
En 2018, la commune comptait 1 755 hommes pour 2 016 femmes, soit un taux de 53,46 % de femmes, largement supérieur au taux départemental (51,42 %).
Les pyramides des âges de la commune et du département s'établissent comme suit.
| Hommes | Classe d’âge | Femmes |
| ------ | ------------ | ------ |
| 0,8    | 90 ou +      | 5,1    |
| 4,9    | 75-89 ans    | 12,4   |
| 17,9   | 60-74 ans    | 16,9   |
| 19,5   | 45-59 ans    | 16,9   |
| 19,2   | 30-44 ans    | 17,2   |
| 15,3   | 15-29 ans    | 12,5   |
| 22,4   | 0-14 ans     | 18,9   |

| Hommes | Classe d’âge | Femmes |
| ------ | ------------ | ------ |
| 0,6    | 90 ou +      | 1,8    |
| 6      | 75-89 ans    | 8,6    |
| 15,1   | 60-74 ans    | 16,4   |
| 19,4   | 45-59 ans    | 18,8   |
| 20,1   | 30-44 ans    | 19,3   |
| 19,2   | 15-29 ans    | 17,4   |
| 19,5   | 0-14 ans     | 17,6   |

## Culture locale et patrimoine

### Lieux et monuments

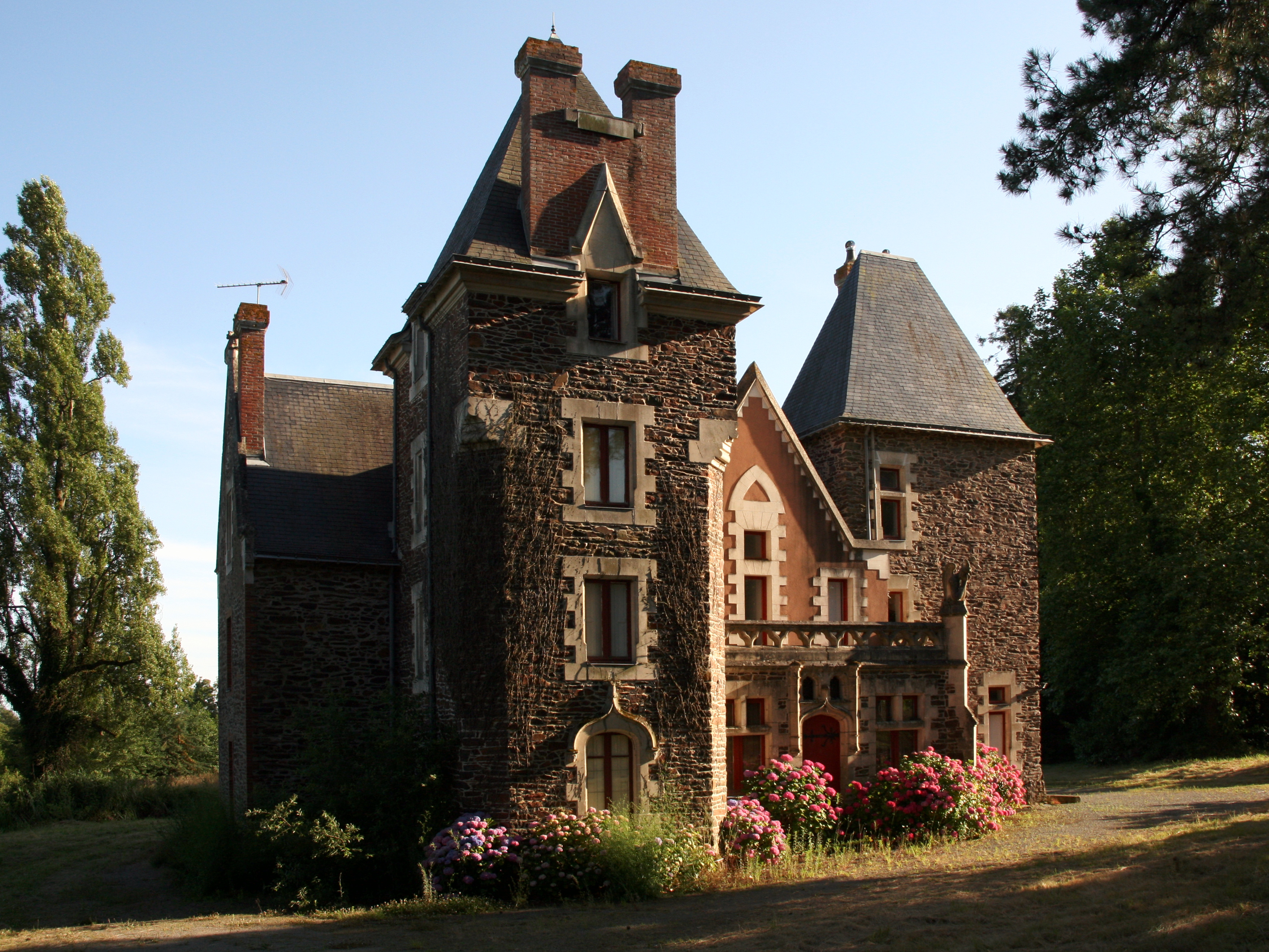
Le château de la Barillette.

- Abbaye de Saint-Gildas-des-Bois du XIIe siècle, classée aux monuments historiques[29].
- Château de la Barillette
- Chapelle de la Ferme École
- Communauté des Sœurs de Saint-Gildas-des-Bois
- Calvaire de Bernugat
- Lycées et Collège Gabriel Deshayes, établissement proposant des filières générales et agricoles.
- Centre de formation compagnonnique des métiers du bâtiment. Dans la lignée du compagnonnage, le centre propose des formations aux métiers du bâtiment (charpente, couverture, etc.). Le centre est rattaché au mouvement des Compagnons du Tour de France

### Gastronomie
La commune a donné son nom à un fromage, le saint-gildas-des-bois.

### Sports
Le 9 juillet 2013, la ville a été le départ de la 10e étape du Tour de France 2013.

### Personnalités liées à la commune
- Sébastien-Joseph du Cambout de Coislin dit « de Pontchâteau » (1634-1690), neveu du cardinal de Richelieu, abbé de Saint-Gildas-des-Bois, de La Vieville et de Geneston, dont il se démit en 1665 « pour mener une vie pénitente et inconnue ».
- Gabriel Deshayes 1767-1841, prêtre,fondateur des sœurs de l'Instruction Chrétienne de Saint-Gildas-des- Bois. L'ensemble collège et lycées  de Saint-Gildas-des- Bois porte son nom.
- André Trillard, sénateur et ancien président du conseil général de la Loire-Atlantique.
- Maurice Houis, ethnologue et linguiste africaniste, né à Saint-Gildas-des-Bois en 1923.
- Philippe Gildas, journaliste, animateur et producteur, en est citoyen d'honneur et a reçu les clés de la ville des mains du maire André Trillard le 30 juin 1989 lors de l'émission Nulle Part Ailleurs[30].

### Héraldique
| Blason de Saint-Gildas-des-Bois | Blason  | D'azur à la croix d'hermine cantonnée au 1er d'un livre ouvert d'argent et d'une crosse d'or brochant sur le livre, aux 2e et 3e d'un arbre d'argent et au 4e d'un épi de blé tigé et feuillé d'or.                                       |
| Blason de Saint-Gildas-des-Bois | Détails | Le statut officiel du blason reste à déterminer. |
| Blason de Saint-Gildas-des-Bois | Alias   | De gueules à une statue de Saint Gildas debout dans une niche, tenant de sa main dextre une crosse et de sa senestre un livre ouvert, le tout d'argent. Armes de l'abbaye Saint-Gildas-des-Bois, attribuées par Charles d'Hozier en 1697. |